# Maxomys ochraceiventer
Maxomys ochraceiventer — вид пацюків (Rattini), ендемік острова Борнео (Індонезія й Малайзія).

## Морфологічна характеристика
Довжина голови й тулуба від 140 до 171 мм, довжина хвоста від 128 до 175 мм, довжина лап від 29 до 35 мм, довжина вух від 15 до 19 мм. Волосяний покрив короткий і колючий. Верхні частини сірувато-коричневі або червонувато-палеві, а черевні частини яскраво-жовто-вохристі. Хвіст такий же, як голова і тулуб, зверху темний, а знизу світліший.

## Середовище проживання
Мешкає в диптерокарпових і гірських лісах на висоті понад 300 метрів.

## Спосіб життя
Це наземний вид